# Baeometra uniflora
Baeometra uniflora (Jacq.) G.J.Lewis – gatunek ziemnopączkowych roślin zielnych z monotypowego rodzaju Baeometra z rodziny zimowitowatych, występujący w południowo-zachodnim Kraju Przylądkowym w Afryce, naturalizowany w Australii Zachodniej. Zasiedla skaliste, granitowe lub piaskowcowe zbocza. Kwitnie od sierpnia do października.
Nazwa naukowa rodzaju pochodzi od greckich słów βαιο (baio – mały) i μέτρο (metro – miara), odnosząc się do niskiego wzrostu tych roślin; epitet gatunkowy w języku łacińskim oznacza jednokwiatowa.

## Morfologia
PokrójRoślina zielna o wysokości do 25 cm.
ŁodygaNiesymetryczna, jajowata bulwa pędowa okryta ciemną, skórzastą tuniką. Pęd naziemny wzniesiony, nierozgałęziony.
LiścieUlistnienie naprzeciwległe. Rośliny tworzą od 5 do 8 lancetowatych liści właściwych, okalających pęd.
KwiatyKwiaty pojedyncze lub zebrane w skrętek, wzniesione, wsparte równowąsko-odwrotnielancetowatymi przysadkami. Listki okwiatu pomarańczowe, z czerwonawym wnętrzem i czarnymi pazurkami u nasady, o długości 15–28 mm. Nitki pręcików o długości 3 mm, główki o długości 2–4 mm. Zalążnia cylindryczna, przechodząca w 3 szyjki słupka o długości 0,5 mm.
OwoceCylindryczne torebki. Nasiona kuliste
GenetykaLiczba chromosomów 2n=22.

## Systematyka i zmienność
Według Angiosperm Phylogeny Website (aktualizowany system APG IV z 2016) gatunek należy do monotypowego rodzaju Baeometra, zaliczanego do plemienia Anguillarieae w rodzinie zimowitowatych (Colchicaceae), która należy do rzędu liliowców (Liliales).
Typ nomenklatoryczny nie został wskazany.

## Zastosowania
Uprawiana na obszarach o ciepłym klimacie jako roślina ozdobna.